# Calliteara pudibunda
Calliteara pudibunda là một loài bướm đêm thuộc họ Erebidae. Nó được tìm thấy ở châu Âu và Anatolia.

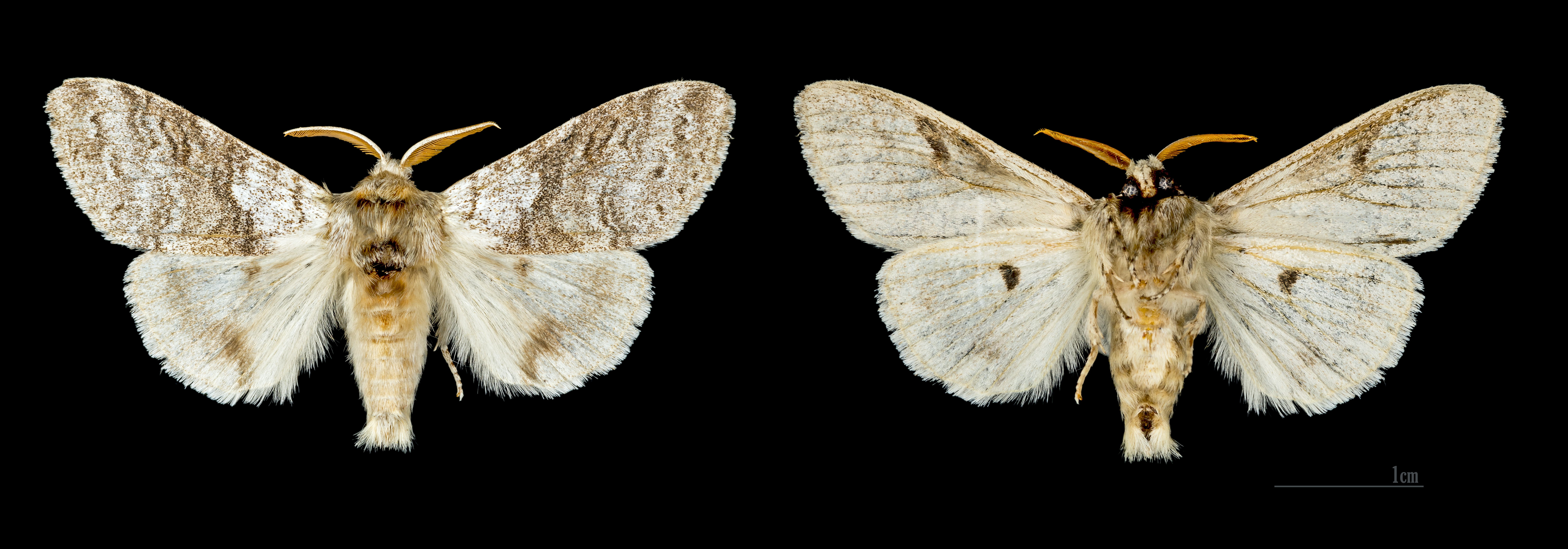
♂
♀
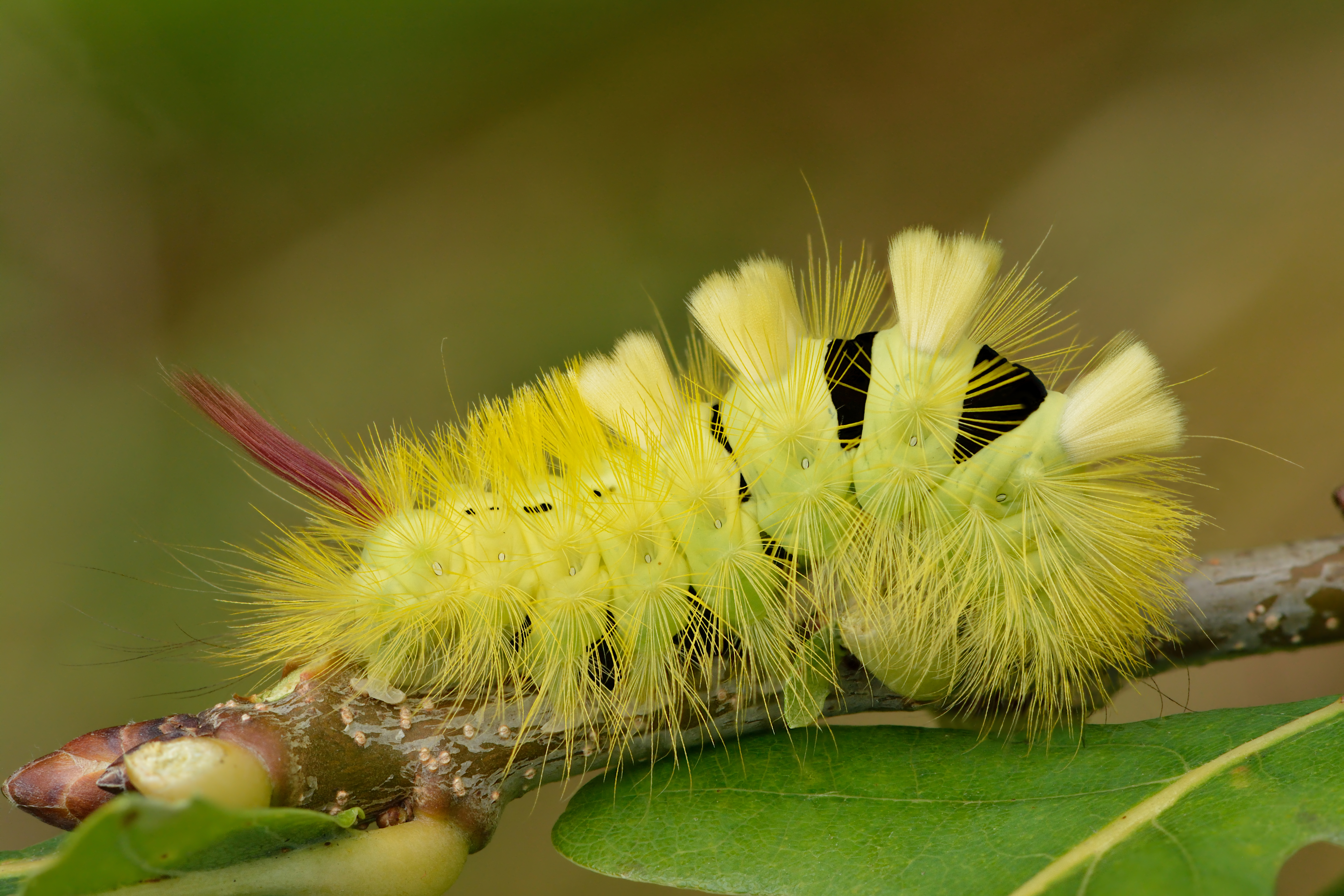
Sâu bướm

Sải cánh dài 40–60 mm. Con trưởng thành bay từ tháng 4 đến tháng 6.
Ấu trùng ăn Oak, Willow, Birch, Prunus và Crataegus species.